# Concistori di papa Clemente IX

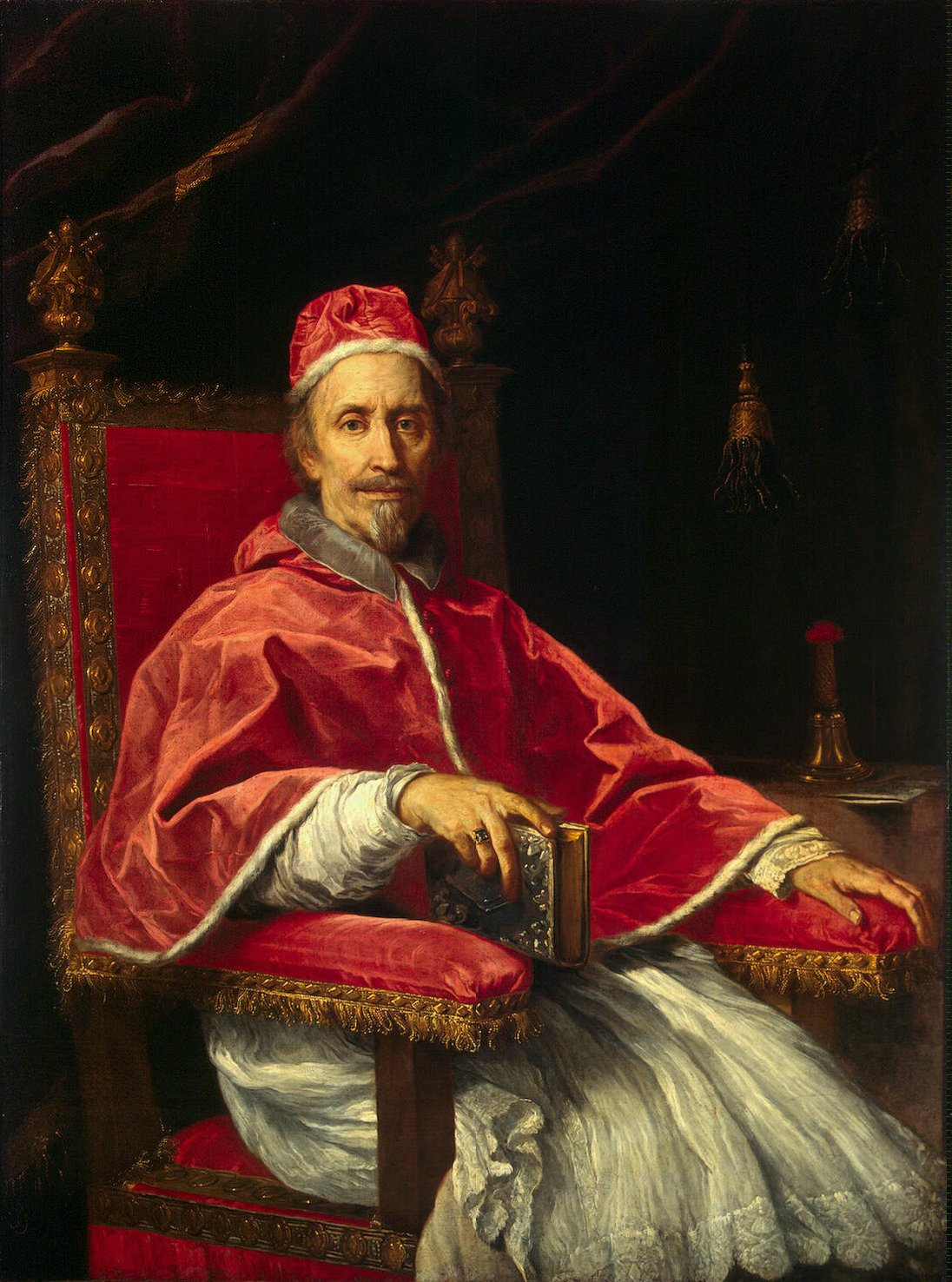
Papa Clemente IX

Questa voce raccoglie l'elenco completo dei concistori ordinari pubblici per la creazione di nuovi cardinali presieduti da papa Clemente IX, con l'indicazione di tutti i cardinali creati (12 nuovi cardinali in 3 concistori). I nomi sono posti in ordine di creazione.

## 12 dicembre 1667 (I)
- Giacomo Rospigliosi, nipote di Sua Santità, prefetto dei Tribunali della Segnatura Apostolica; creato cardinale presbitero di San Sisto (morto nel febbraio 1684)
- Leopoldo de' Medici, fratello di Ferdinando II, granduca di Toscana, già governatore di Siena; creato cardinale diacono dei Santi Cosma e Damiano (morto nel novembre 1675)
- Sigismondo Chigi, O.S.Io.Hieros., nipote di papa Alessandro VII, priore del suo Ordine a Roma; creato cardinale diacono di Santa Maria in Domnica (morto nell'aprile 1678)

## 5 agosto 1669 (II)
- Emmanuel Théodose de La Tour d'Auvergne, gran prevosto capitolare della Cattedrale di Liegi; creato cardinale presbitero di San Lorenzo in Panisperna (titolo ricevuto nel maggio 1670) (morto nel marzo 1715)
- Luis Manuel Fernández de Portocarrero-Bocanegra y Moscoso-Osorio, decano capitolare della Cattedrale di Toledo; creato cardinale presbitero (riservato in pectore, pubblicato nel novembre 1669, col titolo di Santa Sabina ricevuto nel maggio 1670) (morto nel settembre 1709)

## 29 novembre 1669 (III)
- Francesco Nerli, senior, arcivescovo di Firenze; creato cardinale presbitero di San Bartolomeo all'Isola (titolo ricevuto nel maggio 1670) (morto nel novembre 1670)
- Emilio Bonaventura Altieri, vescovo emerito di Camerino, segretario emerito della S.C. dei Vescovi e dei Regolari; creato cardinale presbitero; poi eletto papa con il nome di Clemente X il 29 aprile 1670 (morto nel luglio 1676)
- Carlo Cerri, decano della Sacra Rota Romana; creato cardinale diacono di Sant'Adriano al Foro (diaconia ricevuta nel maggio 1670) (morto nel maggio 1690)
- Lazzaro Pallavicino, chierico della Camera Apostolica, prefetto emerito della S.C. dell'Annona; cardinale diacono di Santa Maria in Aquiro (diaconia ricevuta nel maggio 1670) (morto nell'aprile 1680)
- Giovanni Bona, O.Cist., già abate generale del suo Ordine, consultore della S.C. dell'Indice; cardinale presbitero di San Bernardo alle Terme (titolo ricevuto nel maggio 1670) (morto nell'ottobre 1674)
- Niccolò Acciaioli, uditore della Camera Apostolica; creato cardinale diacono dei Santi Cosma e Damiano (diaconia ricevuta nel maggio 1670) (morto nel febbraio 1719)
- Buonaccorso Buonaccorsi, referendario dei Tribunali della Segnatura Apostolica; creato cardinale diacono di Santa Maria della Scala (diaconia ricevuta nel maggio 1670) (morto nell'aprile 1678)

## Fonti
- (EN) Current and historical information about the Bishops and Dioceses of the Catholic Hierarchy around the world, su catholic-hierarchy.org.